# رووین
رووین (به هلندی: Rouveen) یک منطقهٔ مسکونی در هلند است که در استاپ‌هورست واقع شده‌است. رووین c نفر جمعیت دارد.